# Acacia thomsonii
Acacia thomsonii — вид квіткових рослин з родини бобових. Ареал: Австралія (Північна територія, Квінсленд, Західна Австралія).

## Середовище
Рослини часто розташовані на розчленованих плато та кам'янистих низьких пагорбах, кам'янистих або піщаних рівнинах та вздовж ліній дифузного дренажу, переважно зростаючи на скелетних та слабокислих кам'янистих піщаних ґрунтах.

## Біоморфологічна характеристика
Цей кущ або дерево зазвичай виростає до висоти від 2 до 6 метрів. Філодії від зелених до сіро-зелених, прямі та зазвичай злегка асиметричні, від зворотно-ланцетної до вузько видовжено-еліптичної форми, у довжину від 7,5 до 17 см та вшир від 1 до 2 см; вони багатосмугасті та зазвичай мають три жилки, які більш помітні, ніж решта. Цвіте з червня по серпень, утворюючи жовті квітки. Квіткові голови мають довжину від 15 до 30 мм. Стручки лінійні та прямі або злегка вигнуті, вони мають довжину від 4,5 до 8 см та ширину від 3 до 4,5 мм. Блискуче чорне або коричневе насіння всередині має поздовжню форму та довжину від 3 до 5 мм.